# Brendan Fletcher
Brendan Fletcher (Vancouver, 15 de dezembro de 1981) é um ator canadense de cinema, televisão e teatro. Ele é mais conhecido por interpretar Max Miller na série Supernatural. Ele também apareceu em séries de televisão como Smallville, The Pacific, Supernatural, Rogue e Arrow e recebeu dois Gemini Awards e um Genie Award.

## Biografia
Fletcher nasceu em Comox Valley, região oeste de Vancouver, na Colúmbia Britânica, e frequentou a escola secundária em Lake Trail, em Courtenay, na Colúmbia Britânica.
Sua estreia como ator foi em 1995 no filme Little Criminals, da CBC, ganhando um prêmio Leo. Sua filmografia inclui Tideland, Freddy vs Jason, Ginger Snaps 2: Unleashed, Os Cinco Sentidos, Air Bud, Rampage 1-3, Dezoito anos, e Lei dos Enclosures. Ele também interpretou Stirling Patterson (apelido: Stink) em As Aventuras de Shirley Holmes, apareceu como Eric Anderson em Caitlin's Way e como Max no episódio Supernatural " Nightmare " e ele apareceu na temporada 8 episódio "Injustice" de Smallville como Rudy Jones aka The Parasite. Ele interpretou PFC Bill Leyden na minissérie da HBO The Pacific, que recebeu uma série de prêmios como o Peabody Award e oito Primetime Emmys.
Fletcher fez inúmeras colaborações com o diretor Uwe Boll, começando com seu filme Heart of America de 2002, retratando o assassino em série Bill Williamson na polêmica trilogia Rampage do diretor. Ele teve um papel recorrente como convidado na série de drama da Western Hell on Wheels, e apareceu em um papel coadjuvante no drama criminal Cardinal. Ele estrelou o filme loucamente elogiado em 2015, The Revenant, contracenando com Leonardo DiCaprio e Tom Hardy.
Fletcher recebeu inúmeros elogios por seu trabalho, tendo recebido um total de 4 indicações ao Prêmio Gemini, 4 indicações ao prêmio Leo e 2 indicações ao prêmio Genie. Ele ganhou 2 Geminis, 1 Leo e 1 Genie.
Em setembro de 2018, Fletcher retratou Stanley na sétima temporada de Arrow .

## Filmografia
| Ano  | Título                        | Papel               | Notas         |
| ---- | ----------------------------- | ------------------- | ------------- |
| 1997 | Air Bud                       | Larry Willingham    |               |
| 1997 | Trucks                        | Logan Porter        | Filme para TV |
| 1999 | Jimmy Zip                     | Jimmy Zip           |               |
| 1999 | My Father's Angel             | Vlada               |               |
| 1999 | Rollercoaster                 | Stick               |               |
| 1999 | Summer's End                  | Hunter Baldwin      |               |
| 2001 | The Unsaid                    | Troy Pasternak      |               |
| 2001 | Turning Paige                 | Jeff Simms          |               |
| 2003 | Freddy vs. Jason              | Mark Davis          |               |
| 2004 | Ginger Snaps 2: Os Malditos   | Jeremy              |               |
| 2004 | The Final Cut                 | Michael             |               |
| 2004 | Ginger Snaps: A Origem        | Finn                |               |
| 2004 | Death Valley                  | Johnny              |               |
| 2004 | Lucky Stars                   | Asaf                |               |
| 2005 | Alone in the Dark             | Cabbie              |               |
| 2005 | Tideland                      | Dickens             |               |
| 2006 | RV                            | Howie               |               |
| 2007 | 88 Minutos                    | Johnny D'Franco     |               |
| 2008 | The Onion Movie               | White Black Guy Tim |               |
| 2009 | Rampage                       | Bill Williamson     |               |
| 2010 | Badass Thieves                | Ethan               |               |
| 2010 | BloodRayne: The Third Reich   | Nathaniel           |               |
| 2011 | Blubberella                   | Nathaniel Gregor    |               |
| 2011 | American Animal               | James               |               |
| 2011 | The Story of Bonnie and Clyde | W.D. Jones          |               |
| 2012 | Hannah's Law                  | Zechariah Stitch    |               |
| 2013 | Stalkers                      | Tim                 |               |
| 2013 | Suddenly                      | Deputy Anderson     |               |
| 2014 | Rampage: Capital Punishment   | Bill Williamson     |               |
| 2015 | Lost Solace                   | Rob                 |               |
| 2015 | O renacido                    | Fryman              |               |
| 2016 | Rampage: President Down       | Bill Williamson     |               |
| 2016 | Lost Solace                   | Rob                 |               |
| 2018 | Braven                        | Weston              |               |

### Televisão
| Ano       | Título                         | Papel                            | Notas                                  |
| --------- | ------------------------------ | -------------------------------- | -------------------------------------- |
| 2001      | Night Visions                  | Shane Watkins                    | Episode: "Bitter Harvest"              |
| 2003      | Tru Calling                    | Derek De Luca                    | Episódio: "Star Crossed"               |
| 2005      | Intelligence                   | Bobbie                           |                                        |
| 2006      | Supernatural                   | Max Miller                       | Episódio: "Nightmare"                  |
| 2006      | Masters of Horror              | Deputy Strauss                   | Episódio: "The Damned Thing"           |
| 2006      | Saved                          | Steve Fembley                    | Episódio: "Code Zero"                  |
| 2006      | Rapid Fire                     | Billy                            |                                        |
| 2007      | CSI: Crime Scene Investigation | Lionel Dell / Mitchell Douglas   | Episódio: "Monster in the Box"         |
| 2009      | Smallville                     | Parasite / Rudy Jones            | Episódio: "Injustice"                  |
| 2009      | The Guard                      | Owen                             | Episódio: "Boom"                       |
| 2009      | Defying Gravity                | Russell Zachary                  | Episódio: "Bacon"                      |
| 2009      | Flashpoint                     | Kevin                            | Episódio: "You Think You Know Someone" |
| 2009      | Heartland                      | Liam                             | Episódio: "The Starting Gate"          |
| 2010      | The Pacific                    | Bill Leyden                      |                                        |
| 2010      | Shattered                      | Rick Baker                       | Episódio: "Where's the Line?"          |
| 2010      | Smoke Screen                   | Pat Jr.                          |                                        |
| 2011      | Endgame                        | Merritt Singer                   | Episódio: "Opening Moves"              |
| 2012      | Alcatraz                       | Joe Limerick                     |                                        |
| 2012      | Ring of Fire                   | Samuel Janen                     | 2 Episódios                            |
| 2014      | Hell on Wheels                 | Dultey                           | Episódio: The Elusive Eden             |
| 2014      | Bates Motel                    | Kyle                             | Episódio: Shadow of a Doubt            |
| 2014      | Gracepoint                     | Lars Pierson                     | 3 Episódios                            |
| 2014      | Rogue                          | Spud                             | 10 Episódios                           |
| 2014      | Hell on Wheels                 | Dultey                           | 2 Episódios                            |
| 2014      | Bates Motel                    | Kyle                             | Episódio: "Shadow of a Doubt"          |
| 2017      | Cardinal                       | Eric Fraser                      |                                        |
| 2017      | iZombie                        | Zombie Truther / Spence          | 3 Episódios                            |
| 2018-2019 | Arrow                          | Stanley Dover / Star City Slayer | 7 episódios                            |